# Cour du Belvédère
Pour les articles homonymes, voir Belvédère.

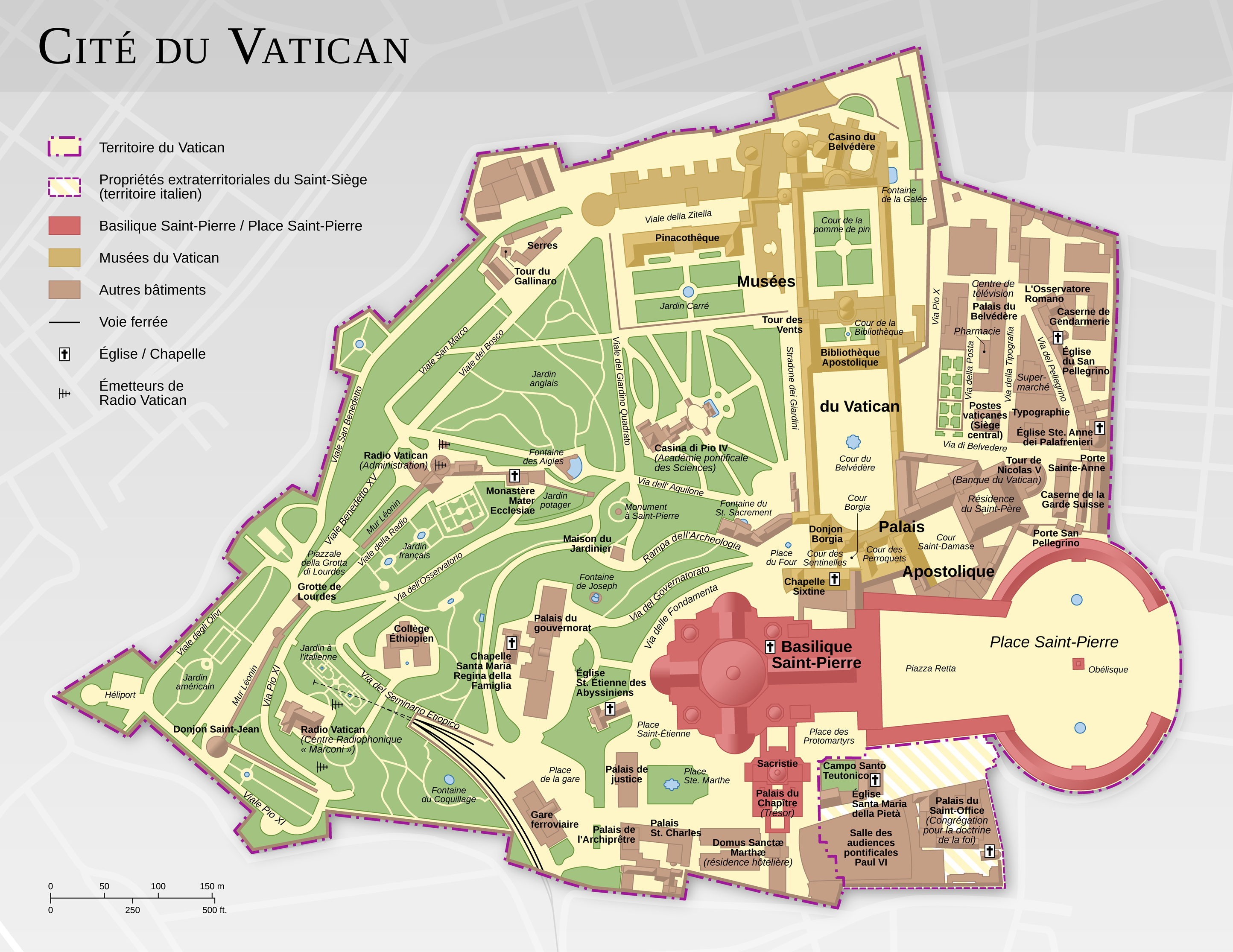
Plan du Vatican

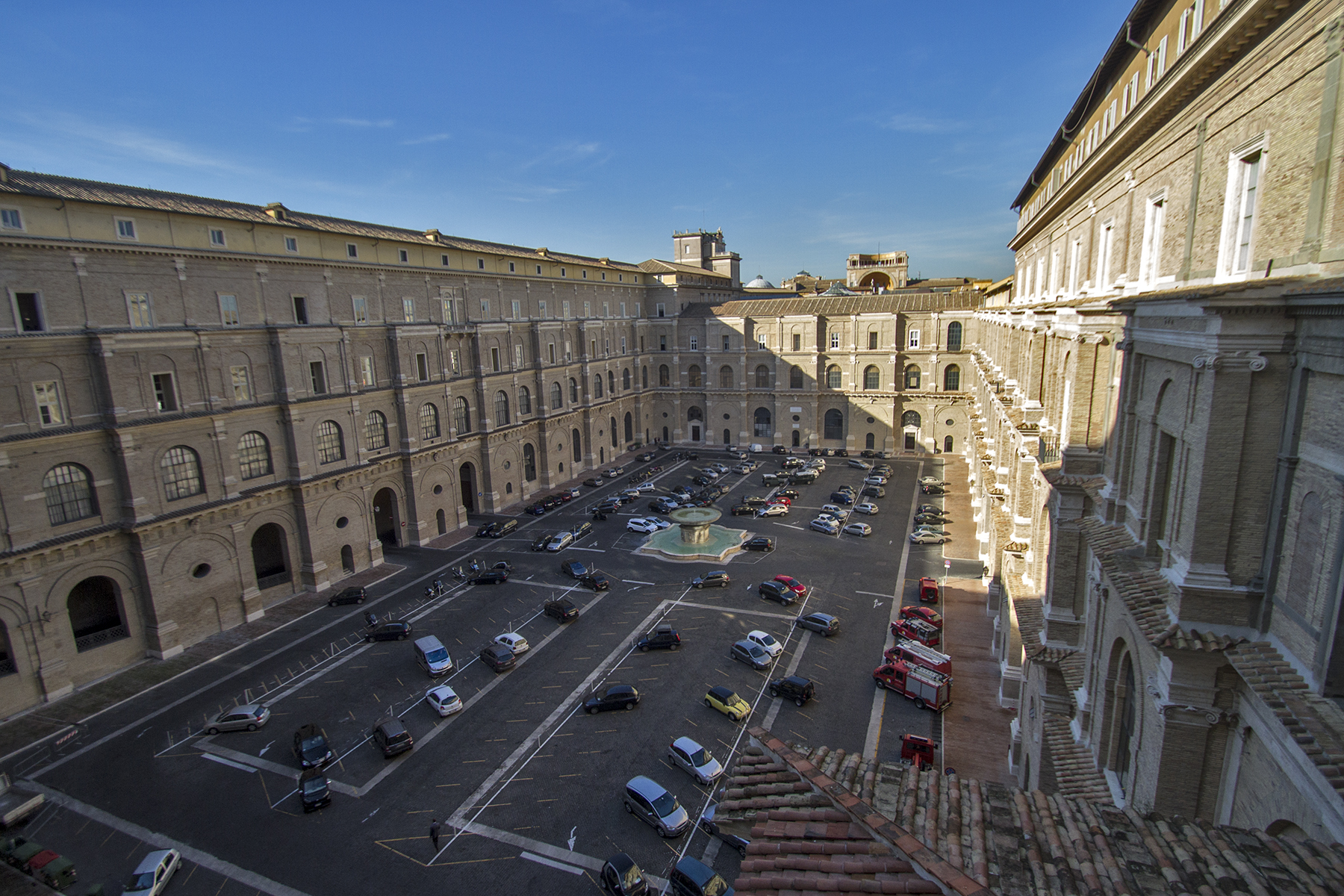
La cour du Belvédère

La cour du Belvédère (en italien : cortile del Belvedere), au Vatican, est un vaste complexe de bâtiments sur le côté nord de la basilique Saint-Pierre et du Palais apostolique. 
À l'origine, elle conduisait de ce palais au palais du Belvédère. Dessinée par Bramante, dès 1506, à la demande du pape Jules II, il s'agit d'un important travail architectural de la Renaissance italienne. Conçue comme un espace clos, la longue cour du Belvédère connectait le palais du Vatican au palais du Belvédère dans une série de terrasses reliées par des escaliers et entourée, sur ses côtés, par des ailes étroites. 
Bramante ne verra pas l'achèvement des travaux. C'est avant la fin du XVIe siècle que la cour originale est irrémédiablement altérée par un bâtiment implanté en travers de la cour, la divisant en trois cours séparées : elle est dorénavant scindée par le bâtiment de la bibliothèque apostolique, la cour de la bibliothèque et le cortile della Pigna (« cour de la Pomme de pin »). 
Actuellement, cet espace est principalement utilisé pour les différents musées du Vatican et l'actuel cortile del Belvedere fait office de parking. Il conduit à la bibliothèque et aux archives du Vatican.

## Historique

### Naissance du projet
En 1484, Innocent VIII commence la construction de la villa du Belvédère, initialement appelée palais du pape Innocent VIII, puis en (italien : casino del belvedere (en casin du belvédère), sur les hauteurs qui surplombent l'antique basilique vaticane, mais aussi la ville de Rome. C'est du nom de cette résidence que le Cortile prend son nom. Cette villa est la première maison de plaisir à être construite à Rome depuis l'Antiquité. Elle est séparée de la basilique par une grande pente. La villa se trouve à 985 pieds des appartements du pape. Elle est décorée par Pinturicchio qui peint des panneaux de paysages et Andrea Mantegna qui peint la petite chapelle. Les œuvres des deux peintres, conservées lors de la construction du complexe de Bramante, ont été détruites dans le cadre de la restructuration du XVIIe siècle. Quelques traces de fresques de Pinturicchio ont été retrouvées dans les années 1940.

### Le projet de Bramante

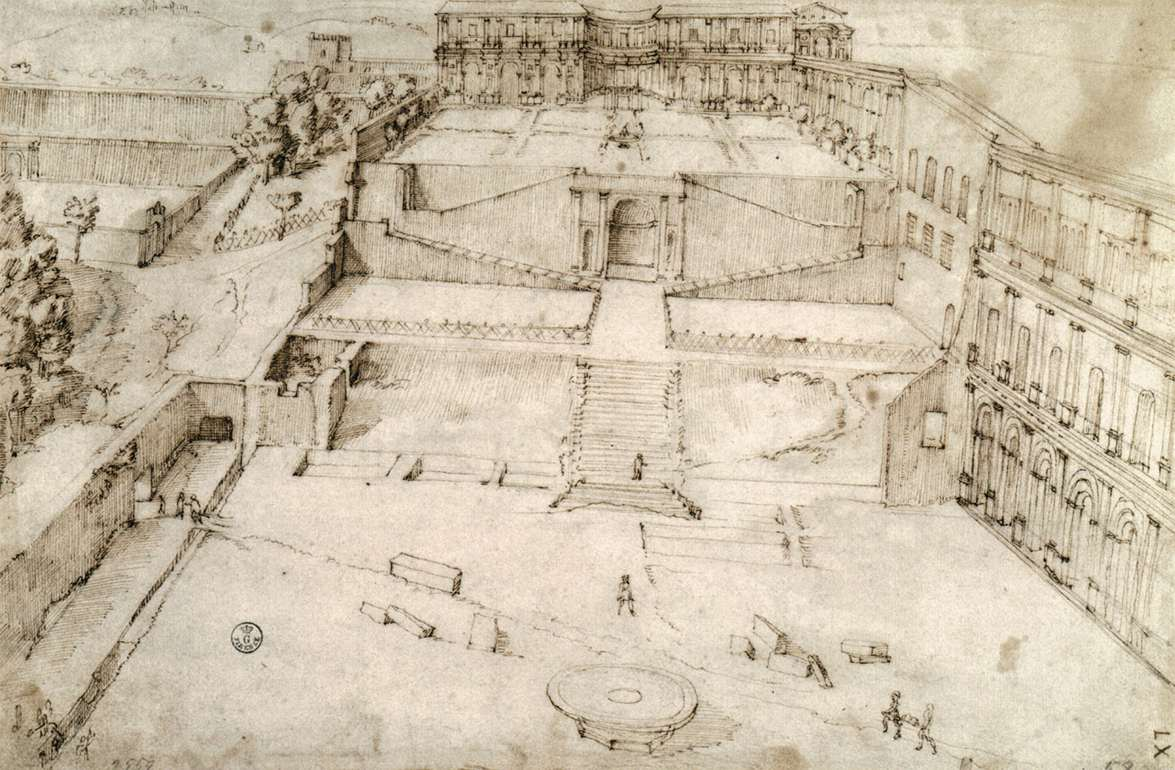
Plan de la Cortile des belvedere selon Bramante

Le pape Jules II demande à Bramante de relier le palais du Vatican à la villa du Belvédère. Le projet consiste à créer de grands logements (environ 300 x 100 mètres) dans le sens nord-sud entre la villa et le reste du Vatican (notamment la chapelle Sixtine et les appartements pontificaux). Les travaux, qui débutent entre 1504 et 1505, sont initialement destinés à l'aménagement d'un jardin et à la création d'un espace suffisant pour la collection de sculptures antiques du pape Jules II. Le projet évolue en raison de la volonté du pape d'atteindre le Belvédère depuis ses appartements par une cour. Lorsque le pape Jules II est élu, en 1503, il y déménage sa collection croissante de sculptures romaines. Peu de temps après sa découverte, Jules II achète la sculpture antique connue en tant que groupe du Laocoon : elle y est amenée en 1506. Par la suite, la statue de l'Apollon du Belvédère est ajoutée à la collection, de même que l'héroïque torse masculin connu sous le nom de torse du Belvédère.
Le projet de Bramante est commémoré dans une fresque située au château Saint-Ange. Il adoucit la pente par un ensemble de terrasses, reliées par des escaliers rigoureusement symétriques sur l'axe longitudinal central, pour créer une suite d'espaces formels qui était alors unique en Europe, tant par son ampleur que par son unité architecturale. Une série de six terrasses, étroites à la base, est traversée par un monumental escalier central menant à la grande terrasse du milieu. Cet escalier se divise sur la terrasse supérieure, partant de chaque côté, contre le mur de soutènement, pour conduire à un palier et revenir en direction du centre ; il s'agit d'une autre innovation de Bramante. Les longs couloirs qui bordent le Cortile, abritent aujourd'hui les collections des musées du Vatican. Dans l'une des ailes se trouve la bibliothèque Vaticane. Ces ailes ont trois étages au niveau de la cour inférieure et se terminent sur un étage à l'autre extrémité, se refermant sur la terrasse la plus élevée.
L'ensemble visuel aboutit à une exèdre semi-circulaire du côté de la villa du Belvedère. Celle-ci est aménagée dans un mur imaginé par Bramante pour dissimuler le fait que la façade de la villa n'est pas parallèle à celle du palais du Vatican à l'autre extrémité. La perspective de l'ensemble est conçue pour être mieux vue des Chambres de Raphaël situées dans les appartements pontificaux du palais. À l'origine, la cour est appelée jardins du Belvédère par opposition aux autres jardins appelés grands jardins du Vatican, actuels jardins du Vatican. Ce projet de Bramante  influence non seulement le monde architectural de l'époque, mais aussi l'évolution des jardins à l'italienne, comme au Château de Saint-Germain-en-Laye ou ceux de la villa d'Este.

### L'achèvement de la cour

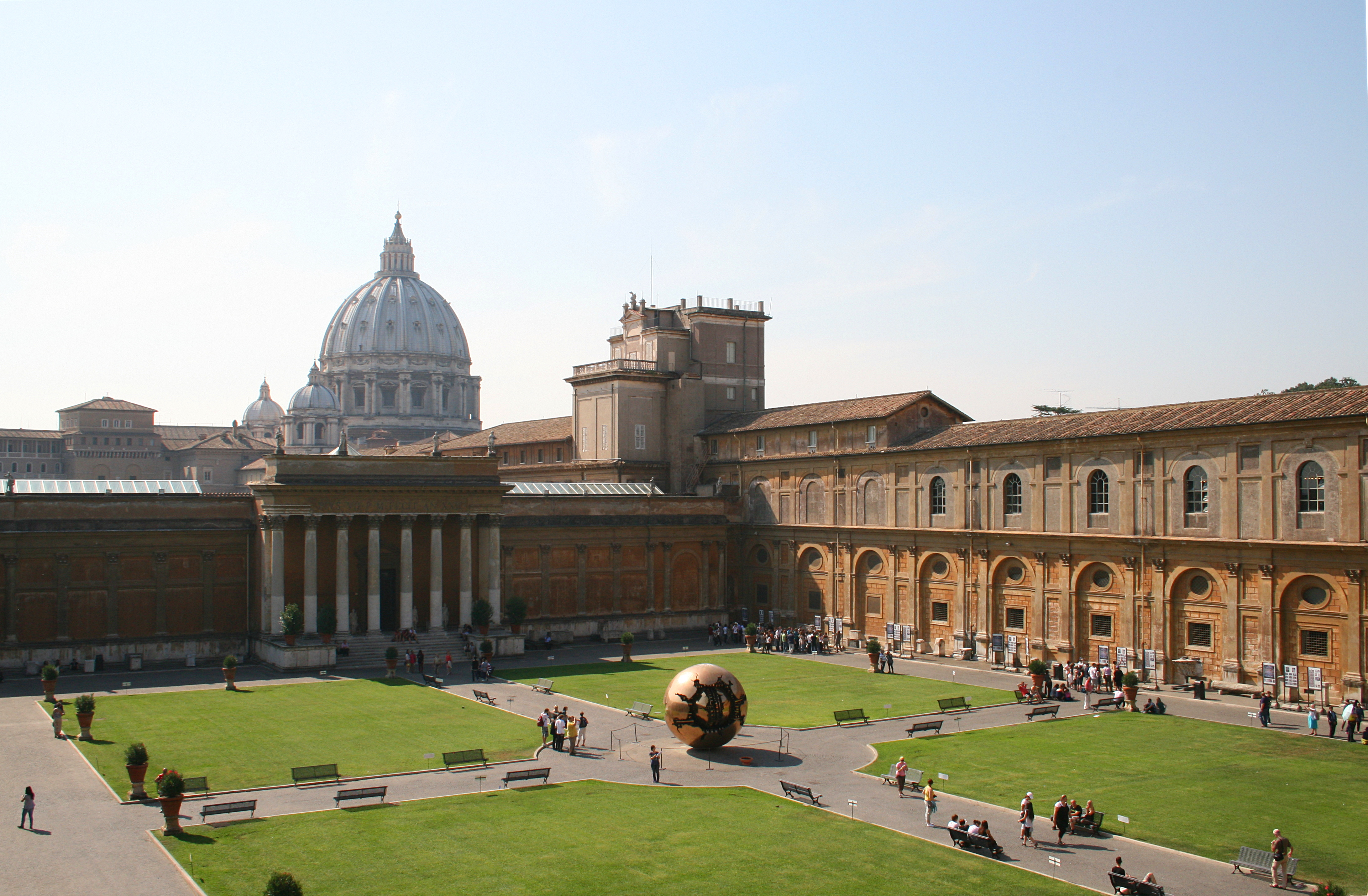
La cour della Pigna et la nouvelle aile.

Peu de temps après, la cour sert à la ménagerie du pape : c'est dans la partie inférieure de la cour, que le pape Léon X aurait fait défiler son éléphant de compagnie, Hanno, devant les foules en adoration. En raison de l'histoire glorieuse du pachyderme, celui-ci serait enterré dans la Cortile del Belvedere.
La cour est inachevée à la mort de Bramante en 1514. Les travaux sont interrompus, mais après l'effondrement du couloir situé à l'est, ils reprennent à partir de 1531 sous la direction de Baldassarre Peruzzi, puis celle d'Antonio da Sangallo 1541. Elle est achevée par Pirro Ligorio pour le pape Pie IV entre 1562 et 1565. Pour la grande exèdre ouverte située à l'extrémité de la terrasse supérieure, Ligorio ajoute un troisième étage, qui entoure l'espace central avec un grand demi-dôme, afin de former la plus grande niche jamais érigée depuis l'Antiquité. La nicchione est aujourd'hui visible depuis plusieurs endroits élevés de Rome. Il complète la structure par une loggia supérieure qui répète l'hémicycle de la niche et s'inspire des reconstitutions scientifiques de l'ancien sanctuaire dédié à la déesse Fortuna Primigenia à Préneste (actuelle Palestrina).
Le niveau inférieur de la cour, le plus important, est pavé et représente une croix de saint André qui part de chacun des angles. Des  gradins semi-permanents sont installés le long des murs du Vatican pour servir de divertissements en plein air, tels que des spectacles historiques, des manèges, à l'image des fêtes de joutes du début du XVIIe siècle, représentées dans un tableau du Palazzo Braschi à Rome.
Les deux niveaux supérieurs sont aménagés avec des parterres à motifs, que les Italiens nomment compartimenti, implantés dans de larges allées de gravier. Les quatre sections (maintenant gazonnées) de la cour supérieure suivent le même modèle qui apparaît dans les gravures du XVIe siècle.

### Les transformations successives

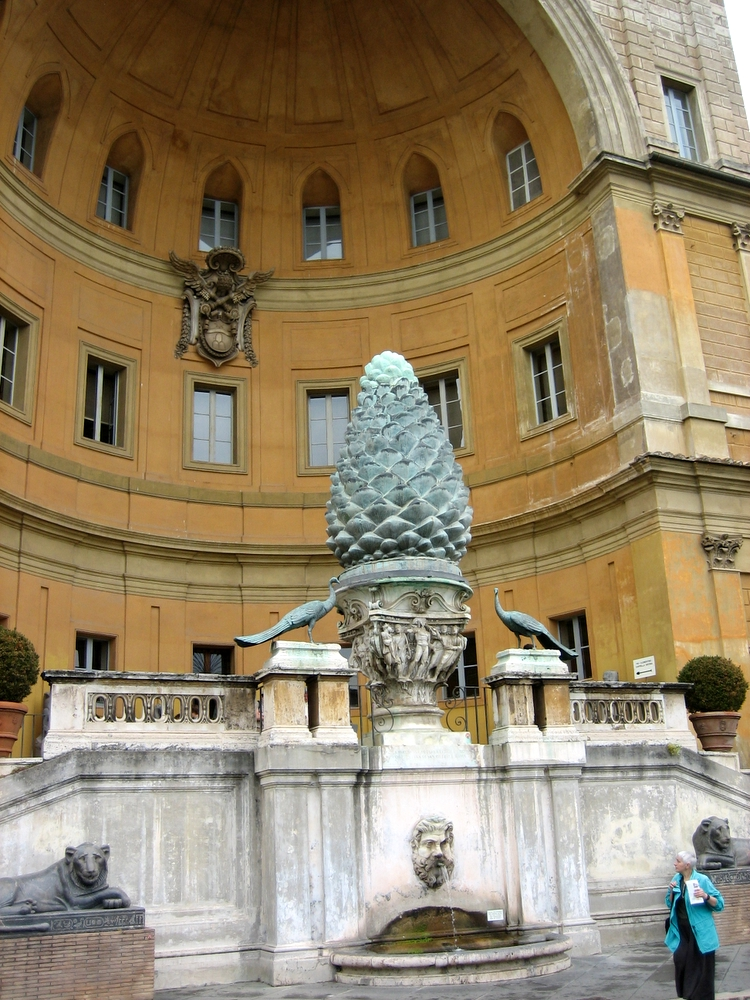
La Pigna, un bronze du I située devant l'exèdre. Celle-ci donne le nom à l'actuelle cour qui était à l'origine une partie de la Cordile del Belvedere

Le pape Sixte V dénature l'unité de la Cortile (1585-1590) en érigeant une aile de la bibliothèque du Vatican, appelée en italien : Braccio Nuovo (Nouvelle aile) qui occupe l'ancien milieu de la terrasse et divise la cour. James Ackerman suggère que ce changement est un choix conscient, conçu pour masquer l'aspect séculier et la nature païenne de la cour mais aussi de la collection de sculptures que le pape Adrien VI avait qualifiées d'idoles. Aujourd'hui, la terrasse la plus basse est encore appelée la Cortile del Belvedere tandis que la terrasse supérieure, séparée, est appelée Cortile della Pigna (Cour de la pomme de pin) du nom de la Pigna, une grande pomme de pin romaine en bronze, qui faisait partie, à l'origine, de la fontaine della Pigna, positionnée à l'avant de la niche.
La conception globale de Bramante, cependant, a été modifiée au cours des périodes ultérieures. Entre 1585 et 1590, la Cour du Belvédère se voit ajouter l'aile de la Bibliothèque de Sixte V, construite selon une conception de Domenico Fontana, qui prend la place du grand escalier et interrompt la continuité visuelle de la grande terrasse. Toujours au cours du XVIe siècle la Tour des Vents est construite sur l'aile nord. C'est depuis cette période que la Cortile del Belvedère est divisée en trois cours distinctes.
Par la suite, entre 1817 et 1822, dans le sillage des premières transformations des musées du Vatican, entreprises en 1772, par Michelangelo Simonetti et Peter Camporeseun un second chantier est lancé pour élargir encore l'espace des musées. Le travail, connu sous le nom de New Wing, conçu par Raffaele Stern, dans un style néoclassique.

## Description

### Cour inférieure (Cortile del Belvédère)
Dans la cour inférieure, le plus souvent appelée cour du Belvédère ont été placées par Bramante, trois ordres de loggias différentes : doriques, ioniques et corinthiens, qui sont interrompues sur le premier perron par des marches douces et inclinées.
Pour relier les bâtiments existants, sur le côté sud, Bramante prolonge le seul portique dorique du rez-de-chaussée laissant visible la Tour Borgia et l'arrière du palais du Vatican. Plus tard, Pirro Ligorio insère un exèdre semi-circulaire qui marque la fin de la cour.

### Cour intermédiaire (Cortile della biblioteca)
La seconde terrasse, la plus récente, est terminée par des murs de deux ordres architecturaux superposés. Il est relié au niveau inférieur par un grand escalier. Cette cour se situe entre la bibliothèque apostolique et l'aile du musée Chiaramonti.

### Cour supérieure (Cortile della Pigna)

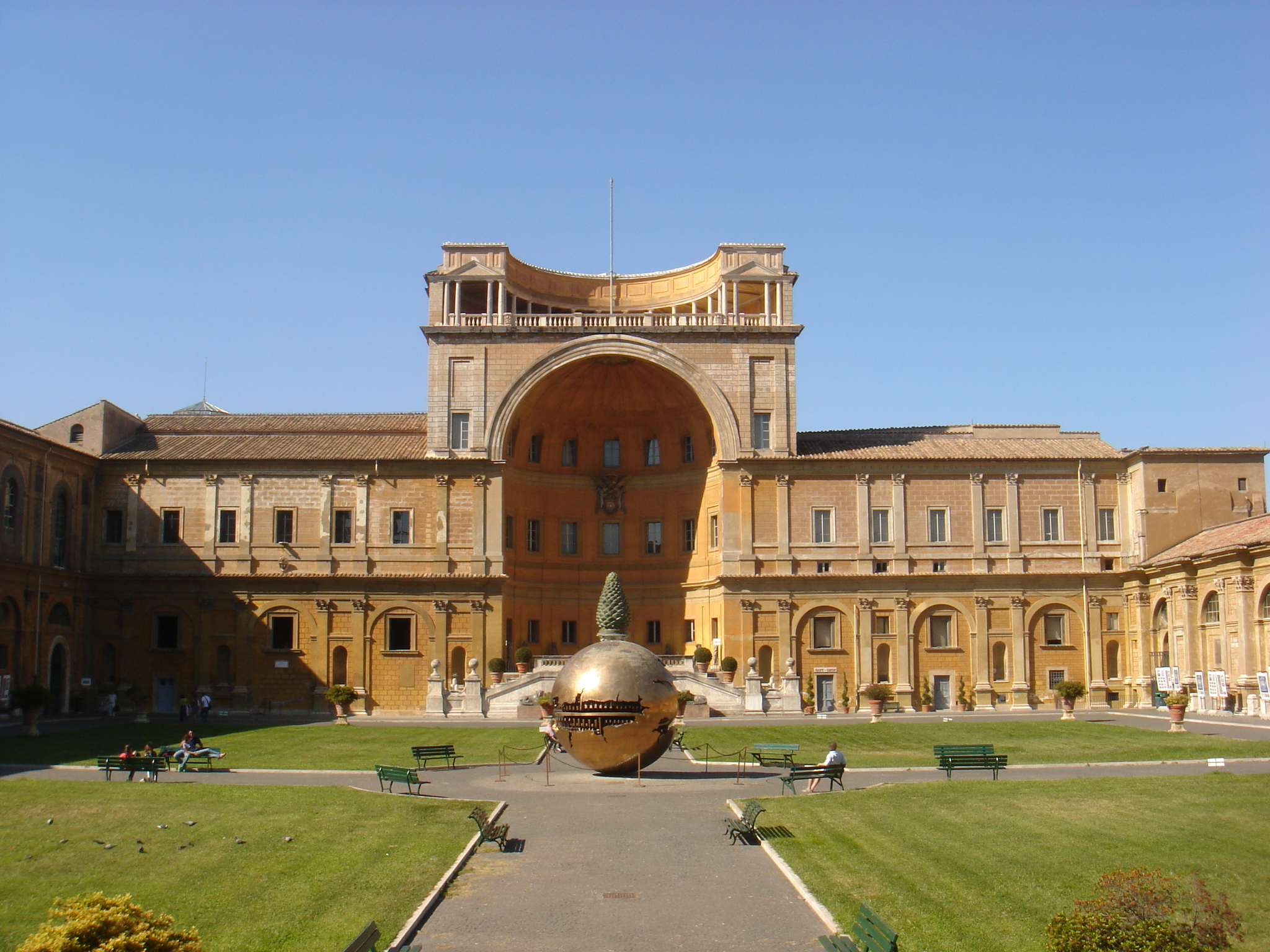
Cour della Pigna et sa niche

On accède à la cour supérieure, appelée Cortile della Pigna, au moyen d'un escalier à double cage en papillon. La perspective de la cour est achevée, dans le projet de Bramante, par un exèdre semi-circulaire qui sert de point de perspective de l'ensemble architectural et permet de masquer la villa du Belvedere. La niche qui la complète sera achevée en 1565, par Pirro Ligorio. Au centre de cette niche se trouve la pomme de pin en bronze qui remonte à l'époque romaine. C'est pour cela que la cour supérieure est aussi appelée la cour de la pomme de pin.
La Pigna est citée par Dante dans la Divine Comédie, parlant de Nimrod dans l'Enfer :
« Son visage me parut aussi long et épais que la pina de Saint-Pierre à Rome » ( Divine Comédie, Inferno XXXI, vv. 58-59 )
En 1990, une sculpture de deux sphères concentriques, œuvre d'Arnaldo Pomodoro, est placée au milieu de la cour supérieure. Elle remplace la statue de Saint-Pierre, déplacée dans les jardins du Vatican.

### La cour octogonale

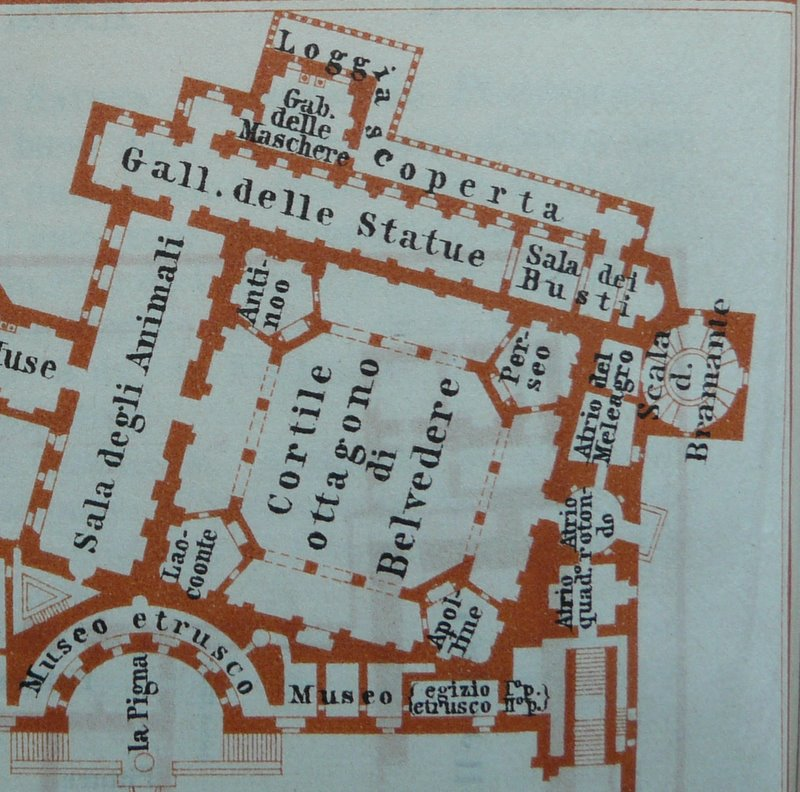
Plan de la cour octogonale

Derrière la succession d'espaces en terrasses, achevées par la grande niche, Bramante y dessine une autre cour, de forme octogonale, avec des côtés symétriques inégaux : initialement nommée cour du Belvédère  mieux connue  sous le nom de cour des statues, car conçue pour y accueillir la collection de statues antiques du pape. La prestigieuse collection, qui comprend des pièces telles que le célèbre Apollon du Belvédère, Hercule et Antée et le Laocoon, y reste pendant longtemps avant de passer dans les espaces intérieurs du musée.
En bordure de la cour, Bramante construit le célèbre escalier en escargot qui fournit un accès externe aux palais du Vatican pour les nombreux visiteurs de la collection de sculpture. De cette façon, l'ancienne villa du pape Innocent VIII est transformée et intégrée dans le nouveau complexe.

## Sources
- (en) Cet article est partiellement ou en totalité issu de l’article de Wikipédia en anglais intitulé « Cortile del Belvedere » (voir la liste des auteurs).

- (it) Cet article est partiellement ou en totalité issu de l’article de Wikipédia en italien intitulé « Cortile del Belvedere » (voir la liste des auteurs).
- Architecture civile théorique et pratique: enrichie de l'histoire (K. F. Wiebeking) Volume 2 & 3
- Connaissance du Vatican: histoire, organisation, activité (Paul Poupard)
- Les Galeries publiques de l'Europe: Rome (Jean Germain Désiré Armengaud)